# NGC 2140
NGC 2140 је расејано звездано јато у сазвежђу Златна риба које се налази на NGC листи објеката дубоког неба.
Деклинација објекта је - 68° 36' 0" а ректасцензија 5h 54m 16,3s. Привидна величина (магнитуда) објекта NGC 2140 износи 12,4 а фотографска магнитуда 12,7. NGC 2140 је још познат и под ознакама ESO 57-SC51.